# Seenotrettungsstation Amrum
Die Seenotrettungsstation Amrum ist für die Sicherung des Seegebiets der Deutschen Bucht zwischen der Amrumbank in der Nordsee und dem Wattenmeer an der schleswig-holsteinischen Westküste zuständig. Dazu hat die Deutsche Gesellschaft zur Rettung Schiffbrüchiger (DGzRS) im Seezeichenhafen Wittdün auf der Insel Amrum einen Seenotrettungskreuzer stationiert. Das Schiff wird von einer fest angestellten Besatzung geführt, die in ständiger Bereitschaft an Bord lebt.

## Alarmierung
Der Station stehen insgesamt neun hauptamtliche Kräfte zur Verfügung, die im 14-tägigen Rhythmus den Kreuzer mit vier Personen besetzen. Bei Bedarf erhalten sie Unterstützung aus einem Pool von Freiwilligen. Während der Dienstzeit hören die Seenotretter laufend den Schiffsfunk mit, um im Notfall sofort auslaufen zu können. Die Alarmierung erfolgt ansonsten durch die Zentrale der DGzRS in Bremen, wo die Seenotleitung Bremen (MRCC Bremen) ständig alle Alarmierungswege für die Seenotrettung überwacht.

## Aktuelle Rettungseinheit
Der Liegeplatz des Seenotkreuzers im Seezeichenhafen ist ca. zwei Kilometer westlich des Fährhafens. Dort liegt mit der ERNST MEIER-HEDDE seit 2015 das erste und damit das Typschiff der neu geschaffenen 28-Meter-Klasse der DGzRS. Das Schiff wurde nach den neuesten Erkenntnissen und Vorgaben von Grund auf neu konstruiert und von der Fassmer-Werft in Berne gebaut. Sie ersetzt die bisher eingesetzte 27,5-Meter-Klasse von 1985. 
Wie alle Kreuzer der Gesellschaft seit den 1950er Jahren sind diese durch die Netzspantenbauweise äußerst seefest und stabil gegenüber harten Grundberührungen. Der geschlossene Decksaufbau wirkt als Selbstaufrichter und im Heck befindet sich einsatzbereit ein Tochterboot. Mit Hilfe der zwei Dieselmotoren von zusammen 4000 PS kann die ERNST MEIER-HEDDE eine Fahrgeschwindigkeit von 24 Knoten (ca. 45 km/h) erreichen. Die Operationsreichweite beträgt 600 bis 800 Seemeilen und damit weit über 1000 Kilometer.

## Einsatzgebiet
Das Revier der Seenotretter reicht bis hinaus auf die Nordsee und erstreckt sich zwischen der Insel Sylt und der Halbinsel Eiderstedt. Zwischen Amrumbank und der Inselkette sind Fischerboote und Fahrtensegler unterwegs, denen die zahlreichen Sandbänke vor Amrum gefährlich werden können. Nach Osten reicht das Gebiet bis an das Festland von Nordfriesland und schließt die Nordfriesischen Inseln und Halligen im Nationalpark Schleswig-Holsteinisches Wattenmeer ein. Zwischen den Inseln verkehren Fähren und Fahrgastschiffe sowie Fischkutter und Sportboote.
Das Gebiet im Wattenmeer ist äußerst anspruchsvoll und durch einen starken Gezeitenstrom mit widrigen Strömungsverhältnissen gekennzeichnet. Ebbe und Flut und besonders die Sturmfluten, bei denen die Halligen oft überspült werden, sorgen dafür, dass die natürlichen Fahrrinnen in den Prielen ständigen Veränderungen unterworfen sind. Bei Ebbe fällt das Gebiet teilweise trocken und an den Flachstellen oder engen Prielen können Schiffe leicht fest kommen. Neben dem Frei- und Abschleppen von Schiffen erfordern Surfer, gekenterte Segler oder Wattwanderer Einsätze der Seenotretter. Bei medizinischen Notfällen erfolgen bisweilen auch Einsätze im normalen Rettungsdienst, wenn Kranke oder Verletzte zur Inselklinik auf der Nachbarinsel Föhr gebracht werden müssen.
Bei größeren Rettungs- oder Suchaktionen erfolgt eine gegenseitige Unterstützung durch die benachbarte Station:
- Kreuzer der Seenotrettungsstation Deutsche Bucht/Helgoland
- Kreuzer der Seenotrettungsstation List
- Kreuzer der Seenotrettungsstation Nordstrand
- Boot der Seenotrettungsstation Hörnum

## Stationierte Rettungseinheiten
| Stationierung von Motorrettungsbooten |                               |                               |                               |                               |                               |                               |                               |
| Zeitraum                              | Schiffsname                   | Reg.-Nr.                      | Länge oder Klasse             | Anz. Motoren ges. Leistung    | Geschw.                       | vorige Station                | Verlegung nach oder Verbleib  |
| 1961                                  | Wiedereinrichtung der Station | Wiedereinrichtung der Station | Wiedereinrichtung der Station | Wiedereinrichtung der Station | Wiedereinrichtung der Station | Wiedereinrichtung der Station | Wiedereinrichtung der Station |
| 1961 → 1965                           | BREMEN (III)                  | KRD 424                       | 16,17 Meter                   | 2 → 250 PS                    | 10,0 kn                       | Hörnum                        | ausgemustert                  |
| 1965 → 1985                           | RUHR-STAHL                    | KRS 3                         | 23,2-Meter-Klasse             | 3 → 1.750 PS                  | 20 kn                         | Cuxhaven                      | ausgemustert                  |
| 1985 → 2008                           | EISWETTE                      | KRS 12                        | 23,3-Meter-Klasse             | 2 → 1.944 PS                  | 20 kn                         | Wilhelmshaven                 | ausgemustert                  |
| 2008 → 2015                           | VORMANN LEISS                 | KRS 17                        | 23,3-Meter-Klasse             | 2 → 1.944 PS                  | 20 kn                         | Nordstrand                    | ausgemustert                  |
| seit 2015                             | ERNST MEIER-HEDDE             | SK 35                         | 28-Meter-Klasse               | 2 → 3.916 PS                  | 24 kn                         | Neubau                        | auf Station                   |

Quellen: 

## Galerie der letzten Rettungseinheiten

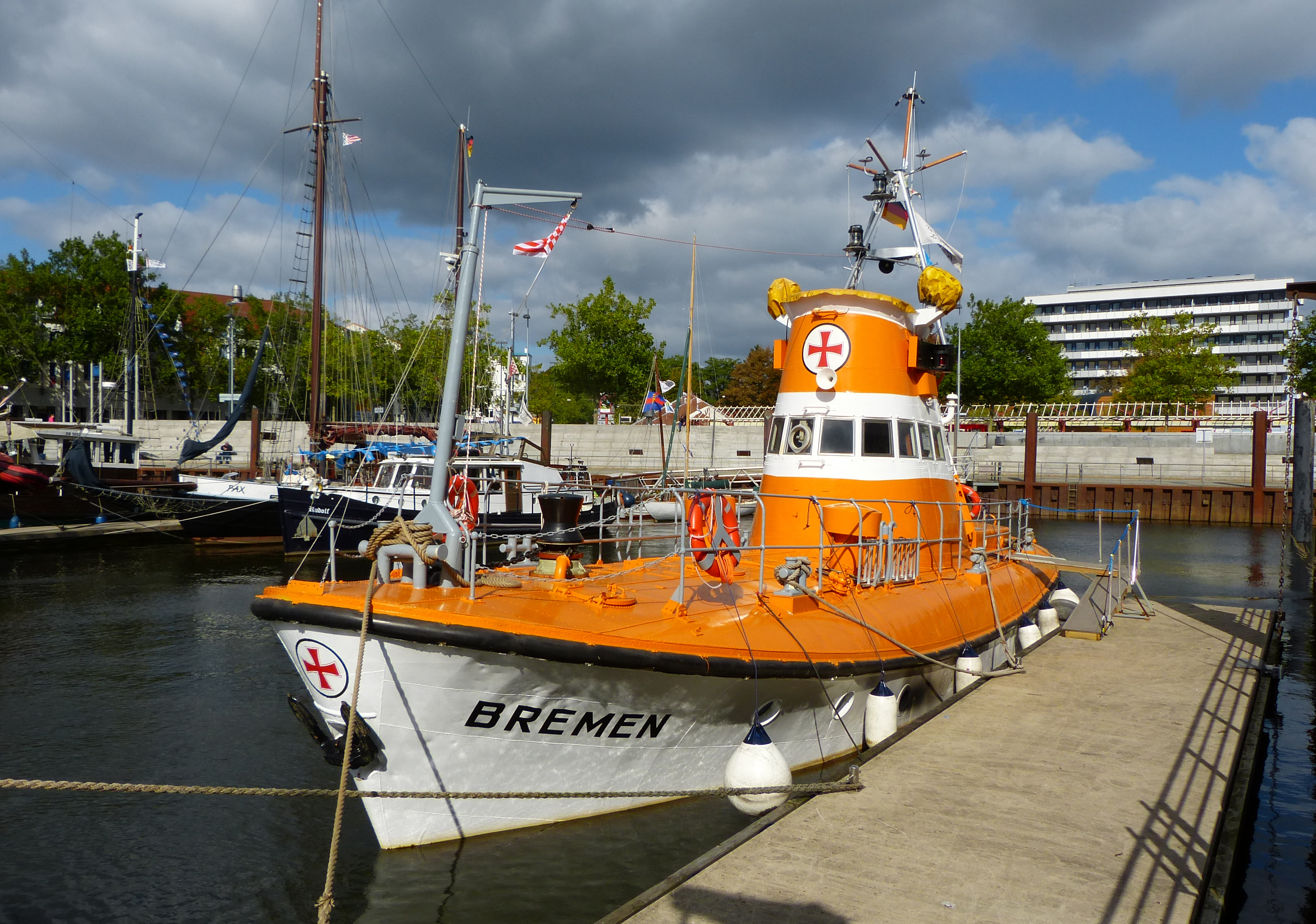
Versuchskreuzer BREMEN (III)
RUHR-STAHL
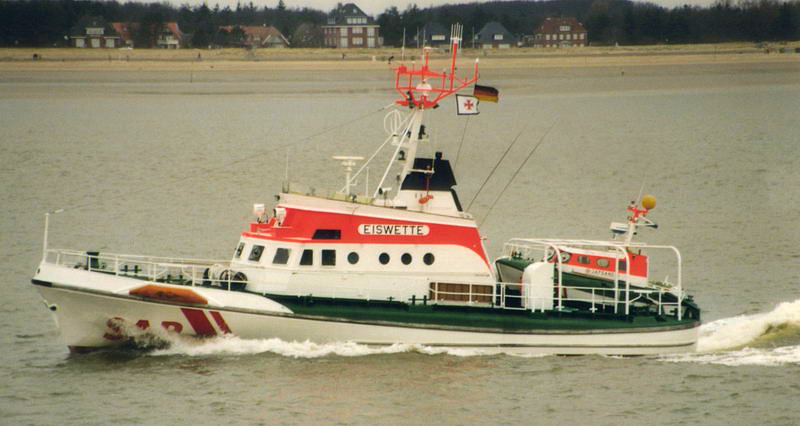
EISWETTE
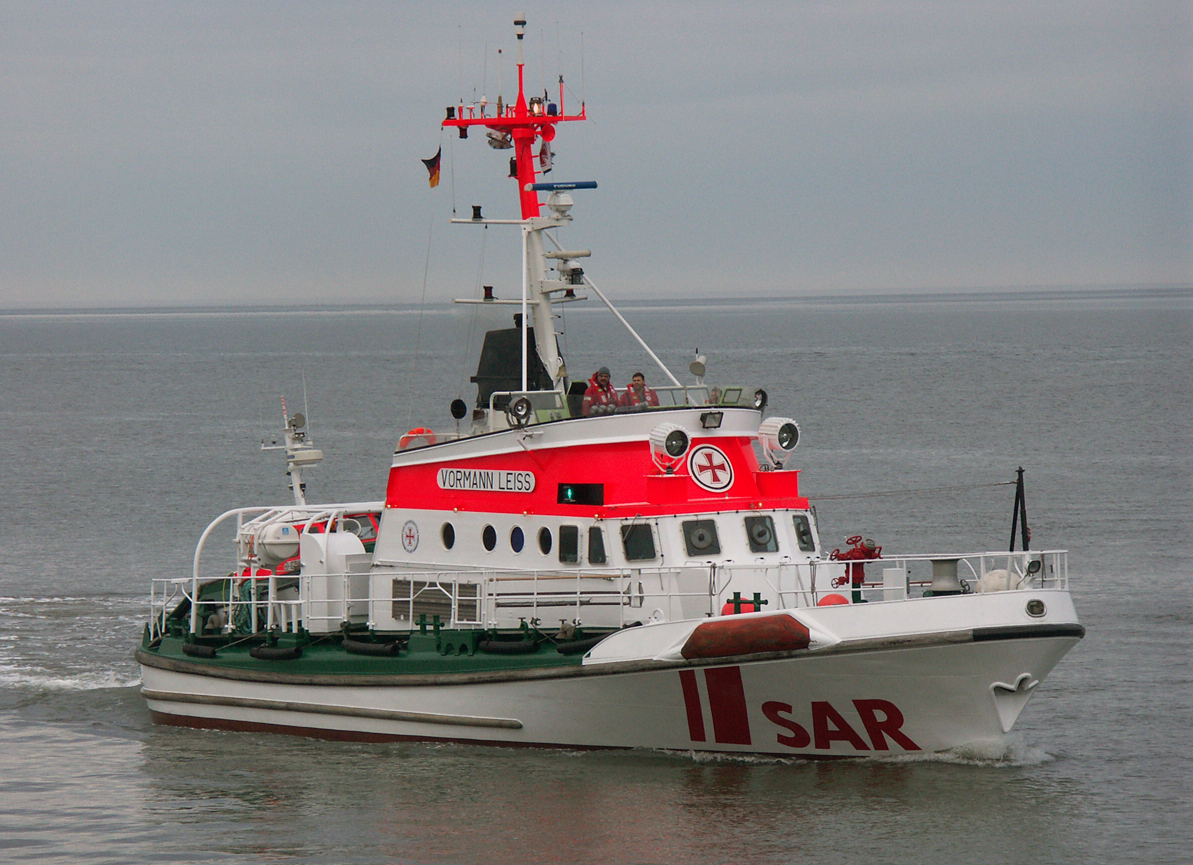
VORMANN LEISS